# Josh Smith (Basketballspieler)
Joshua Smith (* 5. Dezember 1985 in College Park, Georgia) ist ein ehemaliger US-amerikanischer Basketballspieler, der zuletzt bei den New Orleans Pelicans in der NBA unter Vertrag stand.

## Karriere

### Atlanta Hawks
Smith wurde im NBA-Draft 2004 von den Atlanta Hawks an 17. Stelle, direkt aus der High School gedraftet. Er erzielte in seiner Debütsaison durchschnittlich 9,7 Punkte, 6,2 Rebounds, 1,7 Assists, 0,8 Steals und 1,95 Blocks pro Spiel, und wurde am Ende der Spielzeit für das NBA All-Rookie Second Team 2004/05 ausgewählt. In den darauffolgenden Jahren entwickelte sich Smith, neben Joe Johnson und später Al Horford, zum wichtigsten Spieler der Hawks. Sein bestes Jahr hatte er mit den Hawks in der verkürzten Lockout-Saison 2011–12, wo er mit 18,8 Punkten und 9,6 Rebounds pro Spiel jeweils Karrierebestwerte erzielte. Zudem verteilte er 3,9 Assists und blockte 1,7 Würfe. Weitere Erfolge waren die Ernennung ins NBA All-Defensive Second Team 2010. Smith ist zudem der jüngste Spieler der NBA-Geschichte, der die 500- und 1.000 Shotblock-Marke erreichte.
2008 unterschrieb er einen Vorvertrag bei den Memphis Grizzlies. Die Hawks zogen jedoch sofort nach und überboten die Grizzlies, so dass Smith weiterhin in Atlanta blieb. Smith spielte fünf weitere Jahre für die Hawks, die zwar jedes Jahr die Play-offs erreichen konnten, jedoch nie über die zweite Runde hinauskamen.

### Detroit Pistons
Im Juli 2013 unterzeichnete Smith einen Vertrag über vier Jahre und 40 Mio. € bei den Detroit Pistons. In seiner ersten Spielzeit in Detroit erzielte Smith 16,4 Punkte, 6,8 Rebounds und 3,3 Assists. Die Pistons verpassten die Play-offs deutlich. Nur eine Saison später, im Dezember 2014, wurde Smiths Vertrag mit den Pistons aufgelöst. Die erfolglosen Pistons wollten den Neuaufbau ohne Smith weiterführen und gaben ihn frei, damit er bei einem wettbewerbsfähigen Team unterschreiben kann.

### Houston Rockets
Smith unterschrieb am 24. Dezember 2014 einen Vertrag bis zum Saisonende bei den Houston Rockets. Smith bekräftigte seinen Wunsch, für die Rockets um Center Dwight Howard zu spielen, den Smith noch aus High-School-Zeiten kannte.

### 2015 bis 2017
Im Sommer 2015 wechselte Smith zu den Los Angeles Clippers. Im Januar 2016 wurde er zu den Rockets zurückgetradet, wo er auch nur eine Saison blieb. Nach einer kurzen Station im Ausland beim chinesischen Club Sichuan Blue Whales, wechselte Smith noch einmal in die NBA zurück, zu den New Orleans Pelicans – die zugleich letzte Station in seiner Karriere.